# 马镇 (拉萨市)
马镇（藏語：དམར་），是中华人民共和国西藏自治区拉萨市堆龙德庆区下辖的一个乡镇级行政单位。

## 行政区划
马乡下辖以下地区：
朗巴村、常木村、措麦村、岗吉村、设兴村和马村。

## 交通
- 109国道